# Dirk Heinen
Dirk Heinen (ur. 3 grudnia 1970 w Kolonii) – niemiecki piłkarz występujący na pozycji bramkarza.

## Kariera
Dirk Heinen znany jest przede wszystkim z występów w Bayerze Leverkusen, gdzie o miejsce w składzie walczył z Polakiem - Adamem Matyskiem. Później grywał w Eintrachcie Frankfurt, gdzie rozegrał dwa pełne sezony. Następnie występował w tureckim Denizlisporze, gdzie zawodnik nie wystąpił w żadnym oficjalnym spotkaniu i powrócił do niemieckiego pierwszoligowca - VfB Stuttgart. W drużynie golkiper pełnił rolę zastępcy pierwszego bramkarza - Timo Hildebranda. Na Gottlieb - Daimler - Stadion zagrał w trzech meczach. W 2007 roku, Heinen postanowił zakończyć karierę i udać się do Irlandii, aby pracować jako pasterz.
W styczniu 2008 roku, powrócił między słupki w klubie Arminia Bielefeld. 15 marca 2008 piłkarz zagrał w oficjalnym meczu Bundesligi z Hannoverem, zastępując kontuzjowanych Mathiasa Haina oraz Rowena Fernándeza.
Sezon 2007/2008 był dla niego jednak ostatnim w karierze.